# Ioan Solomon

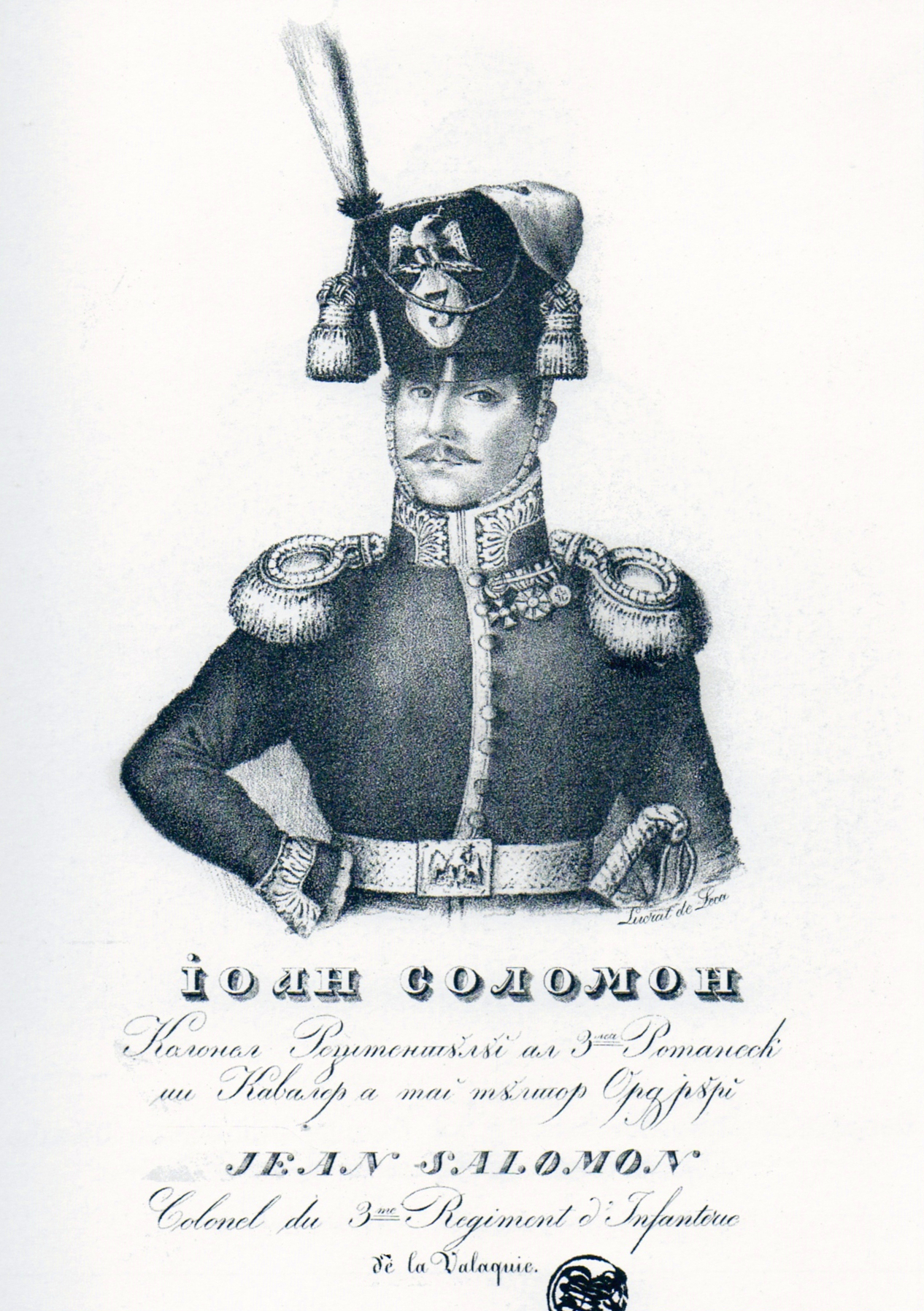
Ioan Solomon - de Constantin Lecca

Ioan Solomon (n. 1793, Pleșoi, Județul Gorj – d. 1865) a fost un colonel român care în timpul revoluției de la 1848 din Țara Românească a arestat la 19 iunie 1848, împreună cu Ioan Odobescu, guvernul revoluționar. Intervenția maselor populare a zădărnicit această acțiune, iar Solomon a fost arestat, apoi eliberat. În 1853 a reprimat răscoala țăranilor din Oltenia.
„Solomon, comandant al miliției valahe în războiul ruso-turc 1828-1829. În popor era numit "slujitorul" Solomon, pînă să obțină onoruri rusești și distincții, de care s-a învrednicit ulterior; și-a început cariera ca simplu arnăut-slujitor, care avea în obligație să ofere boierului ciubucul, stînd pe vîrfurile picioarelor, în spatele caleștii. Acest om, pe  care l-am întîlnit de cîteva ori de-a lungul războiului, era cunoscut tuturor rușilor ca un dușman neîmpăcat al turcilor, era energic, curajos pînă la nebunie, crud și sîngeros, în încăierare cu vrăjmașul. Manifesta dibăcie în găsirea diverselor soluții militare. Locuind împreună cu Baumer la acesta timp de trei zile, i-am cunoscut și o cu totul altă față. În mediul casnic era un om pașnic și binevoitor: era supus nevestei, își iubea cu tandrețe copiii, manifesta o pasiune specială față de păsări și pentru diverse animale, pe care le domesticea în fel și chip. Aceste contraste se întîlnesc adesea la luptătorii cu stagiu, care au trecut prin multe încercări, și care au prăpădit numeroase ființe omenești: cu cît mai îndrăciți sunt în lupte, cu atît mai pașnici sunt în viața casnică. Acolo unde nu simți adevăratul pericol, viteji sunt doar cei speriecoși. Solomon, român pur sînge, infirmă prin propriul exemplu opinia conform căreia valahii sunt incapabili de eforturi militare, și se feresc de pericole”—Amintiri din campania anului 1829 din Turcia europeană, publicate de Baronul F.F. Tornau în: "Russkii Vestnik", Moscova, iulie 1867, cap. VII, pp.58-59, traducere de Vladimir Bulat
.
Un fiu al lui a fost generalul și politicianul Alexandru Solomon.